# Canon EOS 350D
Die Canon EOS 350D (in Japan EOS Kiss Digital N, in Nordamerika EOS Rebel XT) ist eine digitale Spiegelreflex-Kamera des japanischen Herstellers Canon, die im März 2005 in den Markt eingeführt wurde. Sie wird inzwischen nicht mehr produziert.

## Technische Merkmale

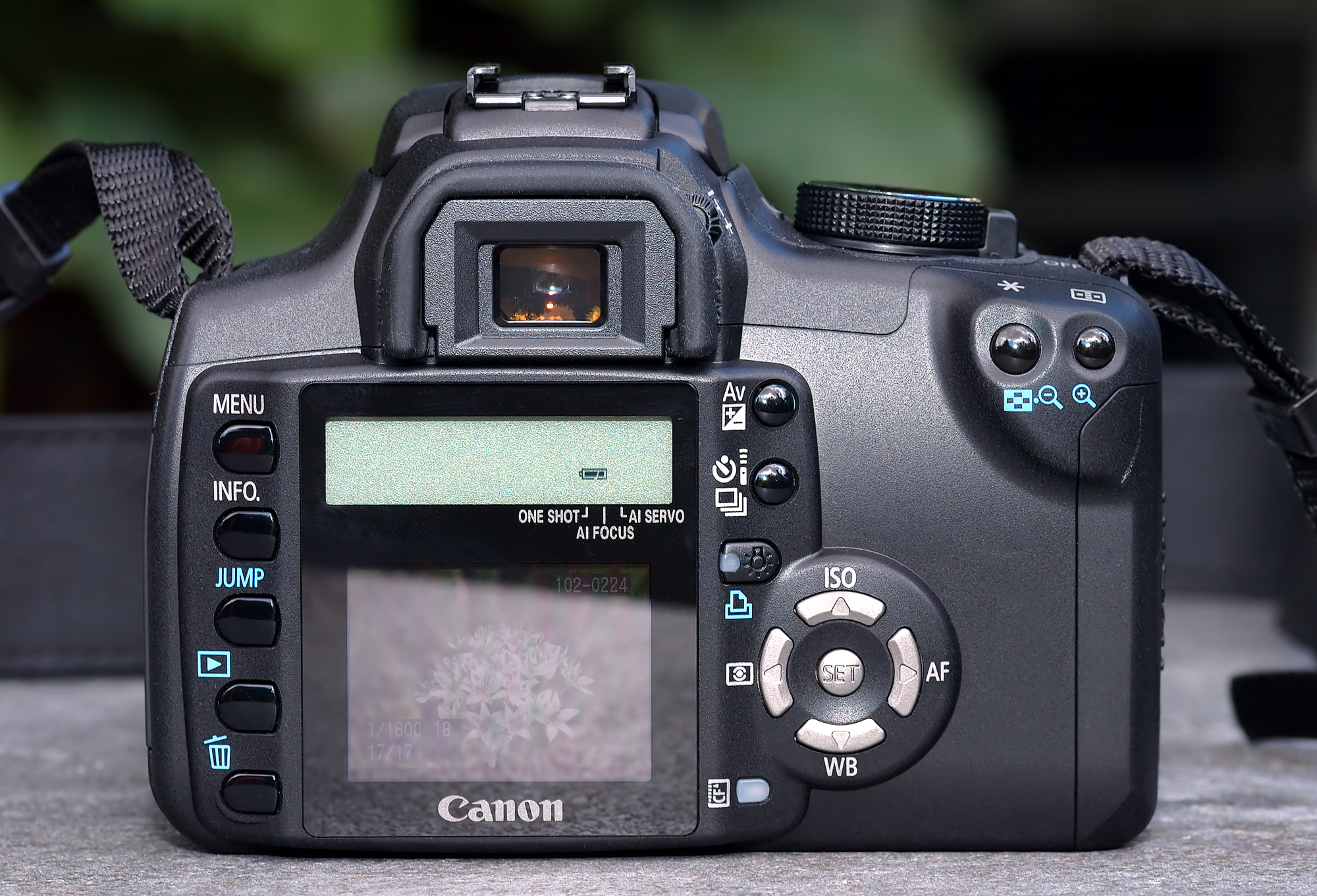
Die Kamera von hinten

Die Kamera hat einen 8-Megapixel-Sensor (3456 × 2304) der Größe 22,2 mm × 14,8 mm. Es sind kontinuierliche Aufnahmen von bis zu 5 RAW-Bildern in Folge bei maximaler Auflösung möglich. Die Kamera hat sieben Autofokusmessfelder.
Der Kontrastumfang der JPEG-Bilder beträgt mit den Standardeinstellungen 8,6 Blendenstufen. Individuelle Einstellungen können vorgenommen und in eigenen Profilen gespeichert werden. Dazu zählen Farbsättigung, Kontrast und Schärfe. Laut Herstellerangaben ist bei ISO 400 kaum Farbrauschen zu erkennen.
Gespeichert werden können die Bilder sowohl im JPEG-Format mit 24 Bit Farbtiefe (8 Bit je Farbkanal) als auch im RAW-Format mit 36 Bit Farbtiefe (12 Bit je Farbkanal). Bei der Speicherung von Rohdaten verwendet die Kamera einen verlustfreien Kompressionsalgorithmus und nimmt keine Bearbeitung der Bilddaten (wie Weißabgleich oder Nachschärfen) vor.

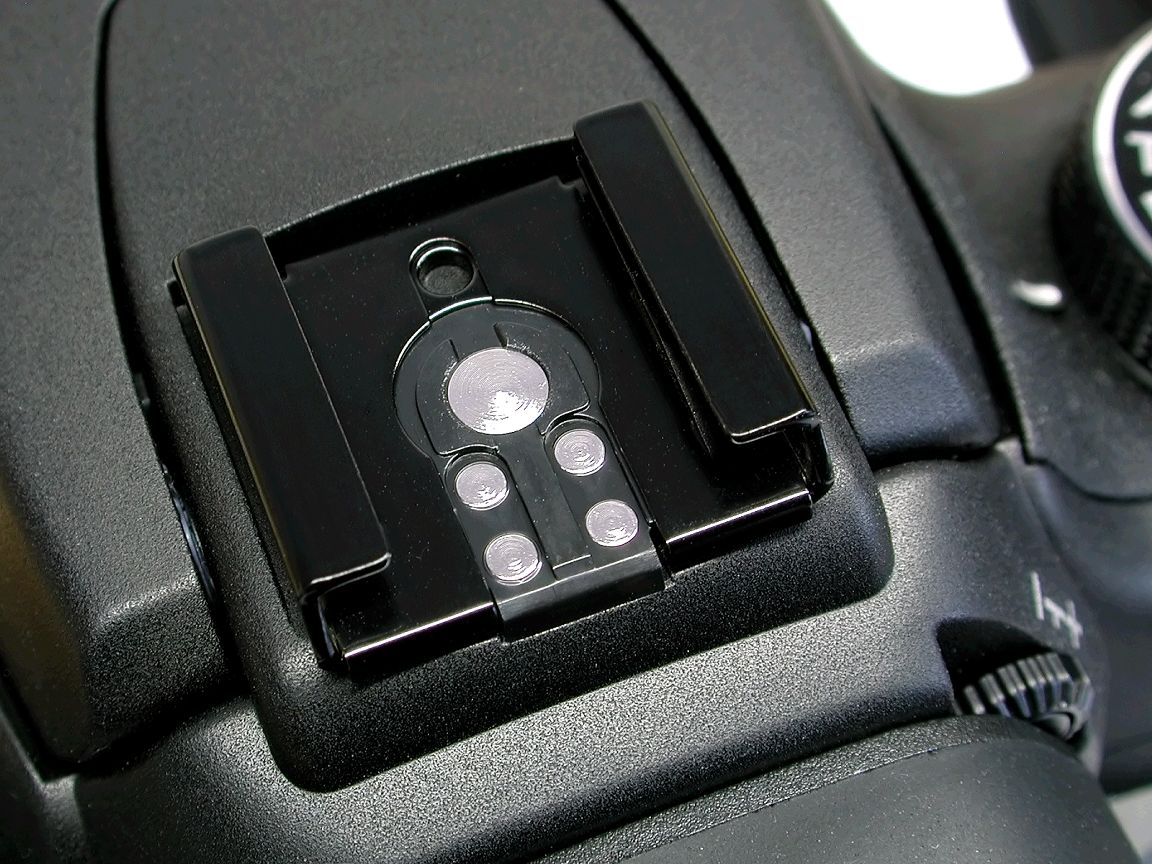
Blitzschuh der EOS 350D

Die Kamera beherrscht im Blitzbetrieb nur den E-TTL-Modus, so dass ältere Systemblitze wie das Canon Speedlite 540EZ ausschließlich manuell funktionieren oder, wie der Canon-Ringblitz ML-3, gar nicht zünden. Der Hersteller empfiehlt daher die Verwendung von E-TTL-tauglichen Geräten, zu denen die Speedlite-Modelle der EX-Serie zählen.
Die Batteriekapazität der Kamera ist durch den Batteriegriff BG-E3 erweiterbar. In diesen können sechs AA-Batterien oder zwei Akkus eingesetzt werden. Ferner bietet er zusätzliche Bedienelemente für Hochformataufnahmen.
Das Gehäuse der 350D besteht aus Polycarbonat und hat eine Größe von etwa 126,5 mm × 94,2 mm × 64 mm. Ohne Akku wiegt es etwa 485 g. Der Objektivanschluss ist kompatibel zu Objektiven mit Canon-EF/EF-S-Bajonett.
Der Umrechnungsfaktor (Crop) des APS-C Sensors zum Kleinbild-Äquivalent beträgt 1,6.
Die Kamera bietet im Weiteren folgende Merkmale:
- Spiegelvorauslösung
- Einschaltzeit von 0,2 Sekunden
- 2,9 Serienbilder/s und max. 23 JPEG-Bilder und 6 RAW in Folge. Nach Angaben des Herstellers sind auch höhere Werte mit schnellem Speichermedium möglich.
- Gleichzeitiges Speichern von RAW- und JPEG-Daten
- Die Auflösung des TFT-Monitors beträgt 115.000 Pixel
- USB-2.0-Schnittstelle
- Rauschunterdrückung bei Langzeitbelichtung
- DIGIC-II-Bildprozessor

## Manipulierte Firmware
Herstellerunabhängig wurde eine geänderte Firmware verbreitet, die einige erweiterte Funktionen bietet, wie sie beim Modell EOS 20D des Kameraherstellers auch zu finden sind:
- Belichtungsindex erweiterbar bis ISO 3200, wählbar in 1/3-Blendenstufen
- Spot-Metering
- Ausgabe der Anzahl von Auslösevorgängen
- Weißabgleich per Farbtemperatur
- Ausschalten des Blitzes
- Safety-Shift
- Erweiterte Belichtungsreihe mit bis zu 6 Belichtungsstufen statt 2
- Automatische Serienbild-Aufnahmen (Zeitraffer)